# Hrabstwo Chester (Tennessee)
Hrabstwo Chester (ang. Chester County) – hrabstwo w stanie Tennessee w Stanach Zjednoczonych. Obszar całkowity hrabstwa obejmuje powierzchnię 288,74 mil² (747,83 km²). Według szacunków United States Census Bureau w roku 2009 miało 16 312 mieszkańców.
Hrabstwo powstało w 1879 roku. 

## Miasta

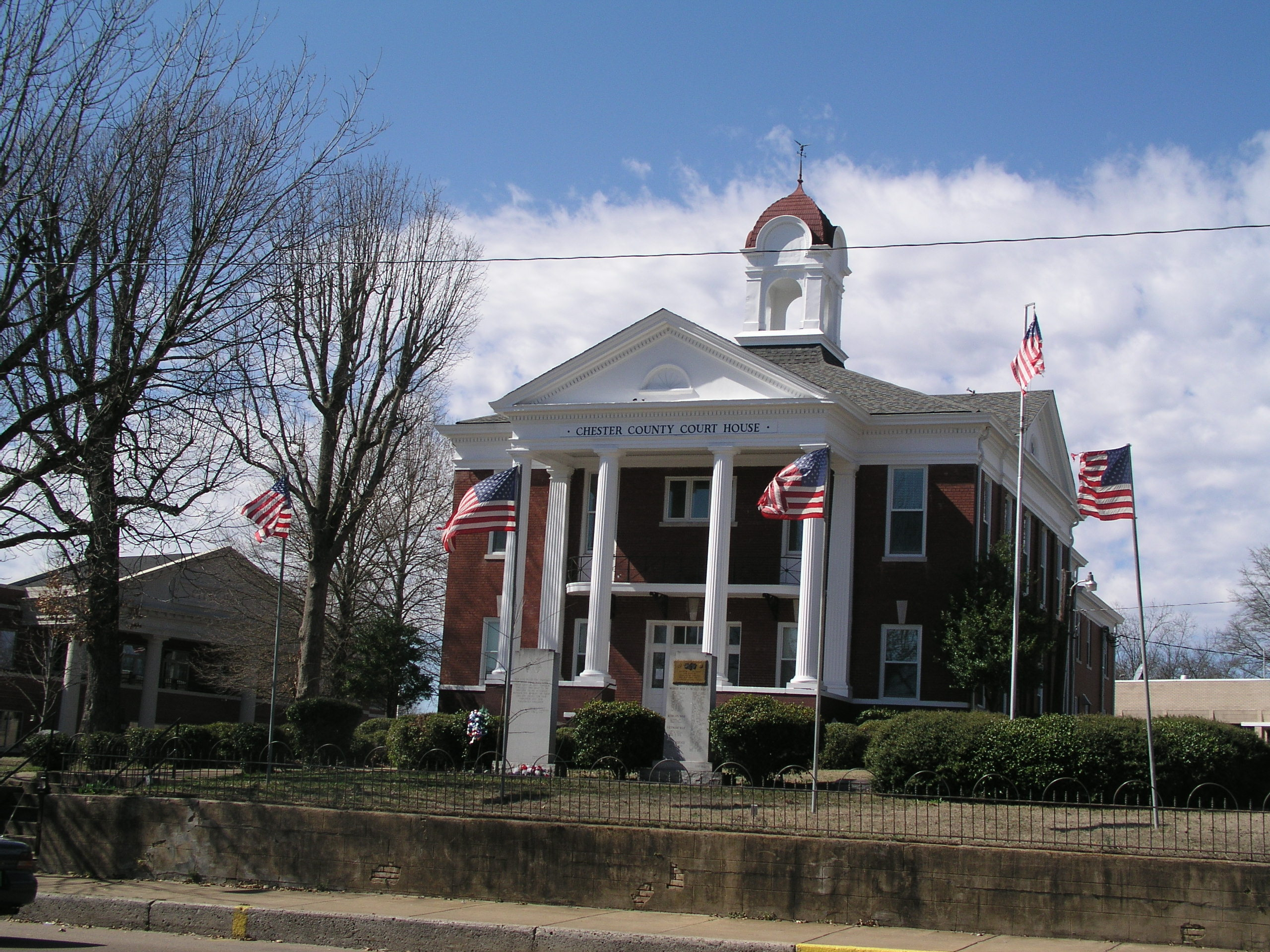
Budynek administracji hrabstwa (courthouse) w Henderson

- Enville
- Henderson
- Milledgeville[4]